# 量子重力理論
量子重力理論（りょうしじゅうりょくりろん、quantum gravity theory）は、重力相互作用（重力）を量子化した理論である。単に量子重力（りょうしじゅうりょく：Quantum Gravity(QG), Quantum Gravitation）または重力の量子論（Quantum Theory of Gravity）などとも呼ばれる。
ユダヤ系ロシア人のマトベイ・ブロンスタインがパイオニアとされる。一般相対性理論と量子力学の双方を統一する理論と期待されている。物理学の基礎概念である時間、空間、物質、力を統一的に理解するための鍵であり、物理学における最重要課題の一つと言われている。
量子重力理論は現時点ではまったく未完成の未知の理論である。量子重力を考える上で最大の問題点はその指針とすべき基本的な原理がよく分かっていないということである。そもそも重力は自然界に存在する四つの力（基本相互作用）の中で最も弱い。従って、量子化された重力が関係していると考えられる現象が現在到達できる技術レベルでは観測できないためである。

## 概要
一般相対性理論による重力場に量子ゆらぎの効果を入れるために摂動により単純に量子化すると、二次のレベルで紫外発散が起き繰り込みの手法が使えない。ただし一般相対性理論自体はゲージ理論で考えることができる（内山龍雄による）。このことから重力ゲージ理論によれば重力子はスピン2のボソンであると考えられている。
量子重力理論の主要な研究対象としてブラックホールが挙げられる。ブラックホールの内部では一般相対性理論が破綻をきたすと考えられており、そこでは時空を量子化した理論が有効である。この方向による最近の発展ではホログラフィック原理が挙げられる。これはブラックホールの内部の情報量の保存限界はその体積ではなく表面積に依存するというものである。これはひも理論のメンブレーンに通じるものがある。またAdS/CFT対応としてある種の物理が多様体の境界に還元できるという考え方もある。

## 候補となる理論
- 時空はどこまでも拡大可能だが、狭い範囲からのゆらぎの寄与が抑えられているという考え方に基づく理論。
  - 超重力理論 - 重力子がスピン3/2のグラビティーノ（重力微子）を超対称性パートナーとして持つ、という理論である。しかしこの理論も高次のレベルで発散している可能性が指摘されている。
  - 超弦理論 - 重力子が閉じたひもで記述される、という理論である。ほかにもこの理論は開いたひもとして光子・ウィークボソン・グルーオンなどのゲージボソン、そしてフェルミオンを含むので究極の理論と呼ばれることがある。
- 時空には最小単位が存在し、それより小さい範囲で揺らぐことができないという考え方に基づく理論。一般相対性理論のように、幾何学的実体としての時空そのもののゆらぎを定義しようとする発想をとる。
  - ループ量子重力理論 - その背後にペンローズのツイスター理論とスピンネットワークを含んでいる。
  - 単体分割理論 - 時空を単体によって分割されたアモルファス状の構造であると考える理論。
  - エスタクルの量子の時空間隔は、アメリカ物理学会によって導入された。{\displaystyle ds^{2}=g_{\mu \nu }d\langle {\hat {x}}\rangle ^{\mu }d\langle {\hat {x}}\rangle ^{\nu }} [2]

## 解説する書籍など
今後リストを増やす予定。ただし量子重力理論は現状では実験や観測との比較により正しいと一般に判断され確定されたものはなく、理論が提案されている段階にあり決定版はまだ存在しないことに注意する。
- 吉田伸夫：「明解量子重力理論入門」、講談社、ISBN 978-4-06153275-5 (2011年7月26日).
- 浜田賢二：「共形場理論を基礎にもつ量子重力理論と宇宙論」、プレアデス出版、ISBN 978-4-903814-78-0 (2016年4月21日).